# Campeonato da Europa de Atletismo de 2018 - Salto com vara masculino
A prova do salto com vara masculino do Campeonato da Europa de Atletismo de 2018 foi disputada entre os dias  10 e 12 de agosto de 2018 no Estádio Olímpico de Berlim em Berlim,  na Alemanha. 

## Recordes
Antes desta competição, os recordes mundiais e do campeonato nesta prova eram os seguintes:
|                       | Nome              | Nacionalidade | Altura  | Local      | Data                    |
| --------------------- | ----------------- | ------------- | ------- | ---------- | ----------------------- |
| Recorde mundial       | Renaud Lavillenie | França        | 6m 16cm | Donetsk    | 15 de fevereiro de 2014 |
| Recorde do campeonato | Rodion Gataullin  | Rússia        | 6m 00cm | Helsínquia | 11 de agosto de 1994    |
| Recorde europeu       | Renaud Lavillenie | França        | 6m 16cm | Donetsk    | 15 de fevereiro de 2014 |

Os seguintes recordes foram estabelecidos durante esta competição: 
| Data         | Evento | Atleta           | Nacionalidade | Altura  | Notas                 |
| ------------ | ------ | ---------------- | ------------- | ------- | --------------------- |
| 12 de agosto | Final  | Armand Duplantis | Suécia        | 6m 05cm | Recorde do campeonato |

## Medalhistas
| Oruro                   | Prata          | Bronze                   |
| Suécia Armand Duplantis | Timur Morgunov | França Renaud Lavillenie |

## Cronograma
Todos os horários são locais (UTC+2).
| Data         | Hora  | Evento       |
| ------------ | ----- | ------------ |
| 10 de agosto | 11:15 | Qualificação |
| 12 de agosto | 19:10 | Final        |

## Resultados

### Qualificação
Qualificação: Desempenho de 5.66 m (Q) ou os 12 melhores qualificados (q). 
| Posição | Grupo | Atleta                    | Nacionalidade               | 5.16 | 5.36 | 5.51 | 5.61 | Resultado | Notas           |
| ------- | ----- | ------------------------- | --------------------------- | ---- | ---- | ---- | ---- | --------- | --------------- |
| 1       | A     | Axel Chapelle             | França                      | –    | o    | o    | o    | 5.61      | q               |
| 1       | A     | Sondre Guttormsen         | Noruega                     | –    | o    | o    | o    | 5.61      | q,              |
| 1       | B     | Renaud Lavillenie         | França                      | –    | –    | o    | o    | 5.61      | q               |
| 1       | B     | Piotr Lisek               | Polónia                     | –    | o    | o    | o    | 5.61      | q               |
| 1       | B     | Paweł Wojciechowski       | Polónia                     | –    | o    | o    | o    | 5.61      | q               |
| 6       | A     | Armand Duplantis          | Suécia                      | –    | –    | xo   | o    | 5.61      | q               |
| 6       | A     | Konstantinos Filippidis   | Grécia                      | –    | xo   | o    | o    | 5.61      | q               |
| 6       | B     | Adam Hague                | Grã-Bretanha                | o    | xo   | o    | o    | 5.61      | q,              |
| 9       | B     | Arnaud Art                | Bélgica                     | xo   | o    | o    | xxo  | 5.61      | q               |
| 9       | A     | Timur Morgunov            | Atletas Neutros Autorizados | –    | o    | xo   | xxo  | 5.61      | q               |
| 11      | A     | Alioune Sene              | França                      | o    | o    | o    | xxx  | 5.51      | q               |
| 11      | B     | Claudio Stecchi           | Itália                      | –    | o    | o    | xxx  | 5.51      | q               |
| 13      | A     | Tommi Holttinen           | Finlândia                   | xo   | x–   | o    | xxx  | 5.51      | Recorde pessoal |
| 13      | B     | Torben Laidig             | Alemanha                    | xxo  | o    | o    | xxx  | 5.51      |                 |
| 15      | A     | Bo Kanda Lita Baehre      | Alemanha                    | o    | xo   | xxo  | xxx  | 5.51      |                 |
| 16      | A     | Vladyslav Malykhin        | Ucrânia                     | xxo  | o    | xxo  | xxx  | 5.51      |                 |
| 17      | B     | Eirik G. Dolve            | Noruega                     | o    | o    | xxx  |      | 5.36      |                 |
| 17      | B     | Georgiy Gorokhov          | Atletas Neutros Autorizados | –    | o    | xxx  |      | 5.36      |                 |
| 17      | A     | Urho Kujanpää             | Finlândia                   | o    | o    | xxx  |      | 5.36      |                 |
| 17      | A     | Charlie Myers             | Grã-Bretanha                | o    | o    | xxx  |      | 5.36      |                 |
| 17      | B     | Tomas Wecksten            | Finlândia                   | o    | o    | xxx  |      | 5.36      |                 |
| 22      | B     | Mareks Ārents             | Letônia                     | xo   | o    | xxx  |      | 5.36      |                 |
| 22      | B     | Ivan Horvat               | Croácia                     | xo   | o    | xxx  |      | 5.36      |                 |
| 22      | B     | Nikandros Stylianou       | Chipre                      | xo   | o    | xxx  |      | 5.36      |                 |
| 25      | B     | Uladzislau Chamarmazovich | Bielorrússia                | o    | xo   | xxx  |      | 5.36      |                 |
| 25      | B     | Diogo Ferreira            | Portugal                    | o    | xo   | xxx  |      | 5.36      |                 |
| 25      | A     | Jan Kudlička              | Chéquia                     | –    | xo   | xxx  |      | 5.36      |                 |
| 25      | A     | Robert Sobera             | Polónia                     | –    | xo   | xxx  |      | 5.36      |                 |
| 29      | B     | Didac Salas               | Espanha                     | xxo  | xo   | xxx  |      | 5.36      |                 |
| 30      | A     | Dominik Alberto           | Suíça                       | xo   | xxx  |      |      | 5.16      |                 |
| 31      | A     | Rutger Koppelaar          | Países Baixos               | xxo  | xxx  |      |      | 5.16      |                 |
| 32      | A     | Ben Broeders              | Bélgica                     | xxx  |      |      |      | NM        |                 |
| 32      | B     | Raphael Holzdeppe         | Alemanha                    | –    | –    | xxx  |      | NM        |                 |
| 32      | A     | Ilya Mudrov               | Atletas Neutros Autorizados | –    | xxx  |      |      | NM        |                 |
| 32      | B     | Melker Svärd Jacobsson    | Suécia                      | –    | –    | xxx  |      | NM        |                 |
| 32      | A     | Adrián Vallés             | Espanha                     | xxx  |      |      |      | NM        |                 |

### Final
| Posição           | Atleta                  | Nacionalidade               | 5.30 | 5.50 | 5.65 | 5.75 | 5.80 | 5.85 | 5.90 | 5.95 | 6.00 | 6.05 | 6.10 | Resultado | Notas                |
| ----------------- | ----------------------- | --------------------------- | ---- | ---- | ---- | ---- | ---- | ---- | ---- | ---- | ---- | ---- | ---- | --------- | -------------------- |
| Medalha de ouro   | Armand Duplantis        | Suécia                      | –    | o    | o    | –    | xo   | o    | o    | o    | o    | o    | r    | 6.05      | WU20R,               |
| Medalha de prata  | Timur Morgunov          | Atletas Neutros Autorizados | –    | o    | o    | o    | –    | o    | o    | x–   | o    | xxx  |      | 6.00      | Recorde pessoal      |
| Medalha de bronze | Renaud Lavillenie       | França                      | –    | –    | o    | –    | xx–  | o    | –    | o    | x–   | xx   |      | 5.95      | =                    |
| 4                 | Piotr Lisek             | Polónia                     | –    | o    | –    | o    | o    | x–   | o    | x–   | xx   |      |      | 5.90      | Recorde pessoal      |
| 5                 | Paweł Wojciechowski     | Polónia                     | o    | o    | xo   | x–   | o    | x–   | –    | xx   |      |      |      | 5.80      | Recorde da temporada |
| 6                 | Konstantinos Filippidis | Grécia                      | –    | o    | xo   | o    | xxx  |      |      |      |      |      |      | 5.75      |                      |
| 6                 | Sondre Guttormsen       | Noruega                     | o    | o    | xo   | o    | xx–  | x    |      |      |      |      |      | 5.75      | Recorde nacional     |
| 8                 | Axel Chapelle           | França                      | –    | o    | o    | xxx  |      |      |      |      |      |      |      | 5.65      |                      |
| 9                 | Arnaud Art              | Bélgica                     | o    | xo   | o    | xxx  |      |      |      |      |      |      |      | 5.65      |                      |
| 10                | Adam Hague              | Grã-Bretanha                | o    | o    | xxo  | xxx  |      |      |      |      |      |      |      | 5.65      | Recorde pessoal      |
| 11                | Claudio Stecchi         | Itália                      | o    | o    | xxx  |      |      |      |      |      |      |      |      | 5.50      |                      |
| 12                | Alioune Sene            | França                      | xo   | xxx  |      |      |      |      |      |      |      |      |      | 5.30      |                      |

Legenda
| Recorde mundial       | Recorde mundial (World record)               |                       | Recorde africano                      | Recorde africano (African) |                                           | Q | Classificado por posição (Qualified) |
| Recorde do campeonato | Recorde do campeonato (Championship record)  | Recorde da América    | Recorde da América (Americas)         | q                          | Classificado por melhor tempo (Qualified) |   |                                      |
| Melhor marca do ano   | Melhor marca do ano (World leading)          | Recorde asiático      | Recorde asiático (Asian)              | DNS                        | Não largou (Did not start)                |   |                                      |
| Recorde nacional      | Recorde nacional (National record)           | Recorde europeu       | Recorde europeu (European)            | DNF                        | Não terminou (Did not finish)             |   |                                      |
| Recorde pessoal       | Recorde pessoal do atleta (Personal best)    | Recorde da Oceania    | Recorde da Oceania (Oceania)          | DSQ / DQ                   | Desclassificado (Disqualified)            |   |                                      |
| Recorde da temporada  | Recorde da temporada do atleta (Season best) | Recorde sul-americano | Recorde sul-americano (South America) | NM                         | Sem marca (No mark)                       |   |                                      |